# Julio Nudler
Julio Nudler (16 de diciembre de 1941-27 de julio de 2005) fue un economista, periodista y escritor argentino. 

## Biografía
Hijo de una pareja de inmigrantes polacos -Faiwisz, sastre de profesión, y Ryfka, ama de casa-, pasó su infancia en el barrio de Caballito. El primer gran referente de su joven mundo fue su hermano Oscar, cinco años mayor que él, quien con el tiempo se convirtió en filósofo. Todavía era un niño cuando decidió a estudiar violín. A los 15 años ya había compuesto la partitura de un tango con letra de Héctor Negro. Los Nudler llevaban una vida austera. 
En 1966 conoció a quien fuera su compañera de vida, la también periodista Hilda Cabrera. En enero de 1967, llegaron a un pueblo cercano a Frankfurt, donde se dedicaron a estudiar alemán durante ocho horas diarias en una sede del Instituto Goethe.  
En 1977, en plena dictadura cívico militar, partió como corresponsal del diario Clarín a España junto con Hilda, donde tuvieron en 1978 a su único hijo, Darío Nudler Cabrera, sociólogo, periodista y escritor de cuentos infantiles.
Regresaron a la Argentina en 1981, aún en tiempos de dictadura, y recibieron amenazas por las notas críticas que Nudler escribió sobre la política económica del gobierno de facto.

## Economista
Antes de obtener la licenciatura, consiguió un empleo en investigación en el Banco Central.   
Egresó de la Universidad de Buenos Aires en 1966 como Licenciado en Economía Política. Realizó estudios de posgrado en Alemania Federal.  
Luego, en su paso por Análisis comprendió que podía congeniar la redacción periodística con la economía, por lo que se embarcó en un emprendimiento personal que contó con socios: la publicación Gaceta Financiera, de la que se apartó a fines de 1971.

## Periodista
Nudler comenzó a escribir hacia fines de 1968 sobre temas de economía en el semanario Análisis, dirigido por el abogado Fernando Morduchowicz y con Gregorio Verbitsky como subdirector.
En 1971 pasó a trabajar en La Opinión de Jacobo Timerman, donde fue redactor especial y luego secretario de economía. Saltó a Clarín en 1972.
Desde la recuperación de la democracia en Argentina, trabajó para La Razón, Somos, Tiempo Argentino y Página/12, donde se desempeñó como jefe de la sección de economía. Durante la década dels 90 Julio Nudler desde las páginas del diario Página 12 llevo a cabo diferentes investigaciones entre ellos dio a conocer a la opinión pública el caso Siembra, la  estafa perpetrada en contra de los afiliados de la AFJP del Citibank. 
Al final de su carrera, denunció censura por parte de las autoridades de Página/12 después de una nota que no le publicaron acerca de empresarios cercanos al menemismo y al kirchnerismo. Su nota fue publicada más tarde, pero por Horacio Verbitsky en una doble página donde pretendía señalar errores e imprecisiones de las denuncias de Nudler, quien en otras notas también sufrió censuras parciales.

## Libros
Con Hilda Cabrera y Manuel Nistal escribió Pedraza de la Sierra (1981). Realizó investigaciones en temas relacionados con la música. Amante del tango, publicó Tango judío. Del ghetto a la milonga, en 1998, y Astor Piazzolla: el tango culminante, en 2001. Luego hizo una investigación acerca del origen y la historia de la marcha peronista que sirvió en 2004 para la publicación de la colección La marcha: los muchachos peronistas.

## Fallecimiento
Nudler falleció de cáncer de pulmón que, se presume, contrajo en calidad de fumador pasivo.